# Nivio Ziviani
Nivio Ziviani, pesquisador brasileiro nascido na cidade de Belo Horizonte em 27 de agosto de 1946, é bacharel em Engenharia Mecânica pela Universidade Federal de Minas Gerais,1971, mestre em Informática pela Pontifícia Universidade Católica do Rio de Janeiro, 1976, e Ph.D em Ciência da Computação pela Universidade de Waterloo, 1982. Como pesquisador, é conhecido pelos seus projetos em Recuperação de informação e Sistemas de Recomendação. Em 2011, recebeu o Prêmio de Mérito Científico da Sociedade Brasileira de Computação. Ziviani tem número de Erdös 2.  Atualmente, ocupa o cargo de professor emérito do departamento de Ciência da Computação da Universidade Federal de Minas Gerais, é membro da Academia Brasileira de Ciências, faz parte da Ordem Nacional do Mérito Científico na classe Comendador (Lista de agraciados na Ordem Nacional do Mérito Científico - Comendador), e coordena o Laboratório para o Tratamento da Informação (LATIN). recentemente ele começou a fazer parte da equipe que coordena a petrobras.                                                                                                                                                                                                                              seguintes livros:
- Projeto de Algoritmos Com implementações em Pascal e em C[9] (Cengage Learning, ISBN 9788522110506, Terceira Edição, 2010).

- Diseño de Algoritmos com implementaciones en Pascal y C[10](Thomson Learning, ISBN 978-84-9732-538-7, 2007) (tradução para o espanhol da versão em português).

- Projeto de Algoritmos Com implementações em Java e C++[11] (Thomson Learning, ISBN 85-221-0525-1,Segunda Edição, 2007).

## Empreendimentos
Criou uma das primeiras máquinas de busca para web e fomentou o desenvolvimento de empresas através de sua produção científica com relação a Sistemas de Recomendação. Foi co-fundador da Miner Technology Group em 1998, a qual foi adquirida pelo Grupo Folha de S.Paulo / UOL em 1999, e da Akwan Information Technologies em 2000, comprada pelo Google em 2005. Com a Akwan, o Google iniciou o seu Centro de P&D na América Latina localizado em Belo Horizonte, Brasil. Dentre suas mais recentes atividades, foi co-fundador e chefe do conselho da start-up  Zunnit Technologies, co-fundador do grupo de pesquisa em Recuperação de Informação na Universidade Federal de Minas Gerais, General Co-Chair do 28th ACM SIGIR Conference on Research and Development in Information Retrieval, co-fundador e membro do Steering Committee of the International Conference on String Processing and Information Retrieval.